# Washingtonville (Ohio)
Washingtonville é uma vila localizada no estado estadunidense de Ohio, no Condado de Columbiana e Condado de Mahoning.

## Demografia
Segundo o censo norte-americano de 2000, a sua população era de 789 habitantes.
Em 2006, foi estimada uma população de 765, um decréscimo de 24 (-3.0%).

## Geografia
De acordo com o United States Census Bureau tem uma área de
1,7 km², dos quais 1,7 km² cobertos por terra e 0,0 km² cobertos por água.

## Localidades na vizinhança
O diagrama seguinte representa as localidades num raio de 16 km ao redor de Washingtonville.